# Famille Mouchet de Battefort de Laubespin
La famille Mouchet de Battefort de Laubespin est une famille subsistante de la noblesse française de noblesse d'extraction originaire de Franche-Comté dont la filiation remonte à 1450. Une branche fixée en Belgique au XIXe siècle a été admise dans la noblesse belge en 1873.

## Histoire
La famille Mouchet est originaire de Poligny en Franche-Comté où elle est connue depuis Humbert Mouchet, seigneur de Villerserine et Beauregard, marié croit-on à Marie de Chissey et vivant en 1450,, dont Humbert, qui suit,,.
Humbert Mouchet, qualifié noble homme et seigneur de Moncour († 1525), épousa Antoinette Févre dont entre autres Jean, qui suit.
Jehan Mouchet (1486-1549), écuyer, seigneur de Beauregard, de Villerserine, Mantri, Mauffans, Blandanş et Toulonjon, baron de Dramelay, trésorier général de l'Empereur en Bourgogne et son envoyé en Suisse, capitaine gouverneur du château de Poligny, acheta en 1542 la baronnie de Dramelay. Il épousa en 1533 Louise de Battefort, dame de Beauregard, Villerserine, Toulonjon, héritière de sa maison, dont il eut Léonel Mouchet, qui suit,,.
Léonel Mouchet de Battefort (1539-1604), seigneur de Dramelay, Arinthod, Châteauneuf, Bornay, Villerserine, Toissia, Sainte-Colombe, Oliferne, Montcroiffant, Blandans, Publy, Beauregard, etc., titré chevalier en 1602, dit le comte d'Armilly et baron de Dramelay, chevalier d'honneur au parlement de Dole, capitaine et gouverneur du château de Poligny, releva le nom de sa mère et épouse en 1588 Barbe de Laubespin, fille de Claude de Laubespin, baron de Voray, également héritière de sa famille dont il eut Claude-Gabriel, qui suit,,.
Claude-Gabriel Mouchet de Battefort de Laubespin, dit baron de Dramelay et de Laubespin (1591-1657) releva le nom de Laubespin. Il fut chevalier de Saint-Jacques, colonel d'un régiment d'infanterie Wallone de la province d'Artois, premier maître d'hôtel de l'Archiduc Léopold puis gruyer général du Comté de Bourgogne et chevalier d'honneur au parlement de Dole en 1632. Il épousa en premières noces en 1608 Catherine de Harlay, fille de Christophe de Harlay, comte de Beaumont, lieutenant général dans l'Orléanais, ambassadeur du roi en Angleterre dont il eut Charles-Achille, qui suit,,.
Charles-Achille Mouchet de Battefort de Laubespin (1620-1703) comte de Laubespin par lettres patentes de Philippe IV, roi d'Espagne du 17 mars 1649, chevalier de l'Ordre d'Alcantara, membre du conseil de guerre du roi d'Espagne, colonel d'un régiment de cavalerie de hauts Allemands, gruyer général du Comté de Bourgogne et chevalier d'honneur au Parlement de Dole. Il se signala en diverses occasions dans les armées. Il épousa en 1663 Charlotte de Nettancourt de Haussonville, fille de Nicolas de Nettancourt d'Haussonville, comte de Vaubecourt, lieutenant général des armées du roi, dont Louis, qui suit,,.
Louis Mouchet de Battefort de Laubespin (1665-1705), comte Laubespin, dit le comte d'Arinthod et baron de Dramelay, eut l'honneur d'être nommé Louis, par le roi au mois de juillet 1675, dans la Chapelle du château de Versailles, où se firent les cérémonies de son baptême. Il épousa en 1685 Anne Gabrielle de Saint-Mauris dont Charles Joseph, qui suit,,.
Charles-Joseph Mouchet de Battefort de Laubespin, comte de Laubespin (1690-1762) dit le marquis de Laubespin, épousa en 1719 Françoise Hilaire du Tartre, dont entre autres Gabriel, qui suit,,.
- Gabriel Mouchet de Battefort de Laubespin, comte de Laubespin (1734-1805), dit le marquis de Laubespin épousa en 1760 Élisabeth Charlotte de Scorrailles, dont il eut entre autres[2],[3],[4]:
  - Charles Mouchet de battefort de Laubespin (1764-1849), dit le marquis de Laubespin, marié en 1797 à Camille-Françoise de Levis-Mirepoix, père de[4]: 
    - Charles (1798-1834). marié en 1826 à Adélaïde de Clermont-Mont-Saint-Jean, d'où Charles (1834-1914) sans postérité de Mlle de Saint-Mauris[4].
    - Ulric (1802-1872), dit le comte de Laubespin, marié en 1828 Marie-Pauline de La Moussaye dont Léonel (1830-1904), allié en 1862 à Valentine de Pierre de Bernis, d'où un fils : Pierre qui continua[4].
    - Camille Mouchet de Battefort de Laubespin (1812-1876), dit le comte de Laubespin, marié en 1836 à Hernegilde de Beaufort-Spontin, comtesse du Saint-Empire, dont il eut Alfred  et Théodule qui suivent.
      - Alfred Mouchet de Battefort de Laubespin (1844-1920), épousa en 1872 Marie-Victoire d'Ennetières dont:
        - Camille Marie Joseph Mouchet de Battefort de Laubespin (Bruxelles, le 15 décembre 1872 - Paris, le 20 janvier 1939), marié à Paris en 1897 avec Simonne de Marescot (1876-1967). Il opta pour la nationalité belge et devint maire d'Elverdinge
          - Antoine Mouchet de Battefort de Laubespin (1899-1979), chef du protocole au ministère belge des Affaires étrangères, sans postérité de son mariage en 1931 avec Alix de Kergorlay.
          - Bernard Mouchet de Battefort de Laubespin (1901-1972) qui opta pour la nationalité française. Marié en 1936 à Alex Dadvisard (1909-1990) dont une fille Anne (1937-2015), mariée à François de Rochechouart de Mortemart.

      - Théodule Mouchet de Battefort de Laubespin (1848-1935), admis dans la noblesse du Royaume de Belgique avec concession du titre de comte en 1873[6], marié en 1876 à Louise d'Avesgo de Coulonges[4] dont:
        - Humbert Mouchet de Battefort de Laubespin (1881-1956), envoyé extraordinaire et ministre plénipotentiaire de Belgique, marié en 1913 à Odette Lagarde dont deux filles et un fils qui suit.
          - Jean Mouchet de Battefort de Laubespin (1922-2008), sans postérité de son mariage à Namur en 1968 avec Ottilie Dey (1919-1995).

  - Emmanuel Mouchet de Battefort de Laubespin (1780-1848), chevalier de Malte, marié en 1808 à Augustine d'Estutt de Tracy dont il eut deux fils : Antoine et Léonel, morts sans postérité masculine[4].

La famille Mouchet de Battefort de Laubespin fut maintenue dans sa noblesse en 1668, 1669 et 1698 et admise dès 1645 aux États de Bourgogne. Elle a a donné huit chevaliers de l'Ordre de Saint-Georges de Bourgogne .

## Armes
Écartelé: aux 1 et 4, d'azur au sautoir d'or accompagné de 4 billettes du même, qui est de Laubespin ; aux 2 et 3, de gueules à l'épée d'argent, qui est de Battefort ; sur le tout de gueules à la fasce d'argent accompagné de 3 émouchets d'or, qui est Mouchet.

## Titres
- Chevalier par lettres patentes en 1602[5].
- Comte de Laubespin par lettres patentes de Philippe IV, roi d'Espagne le 17 mars 1649[5].

La famille Mouchet de Battefort de Laubespin porte depuis le XVIIIe siècle le titre de courtoisie de marquis de Laubespin.

## Alliances
Les principales alliances de la famille Mouchet de battefort de Laubespin sont,, : de Chissey (avant 1450), Févre, de Battefort (1533),  de Laubespin (1588), de Harlay (1608),  de Nettancourt de Haussonville (1663),  de Saint-Mauris (1685), du Tartre (1719),  de Scorrailles (1760), de Levis-Mirepoix (1797),  de Clermont-Mont-Saint-Jean (1826), de La Moussaye (1828), de Pierre de Bernis (1862), de Beaufort-Spontin (1836), d'Ennetières (1872), d'Avesgo de Coulonges (1876),  d'Estutt de Tracy (1808).